# Berthold Vallentin

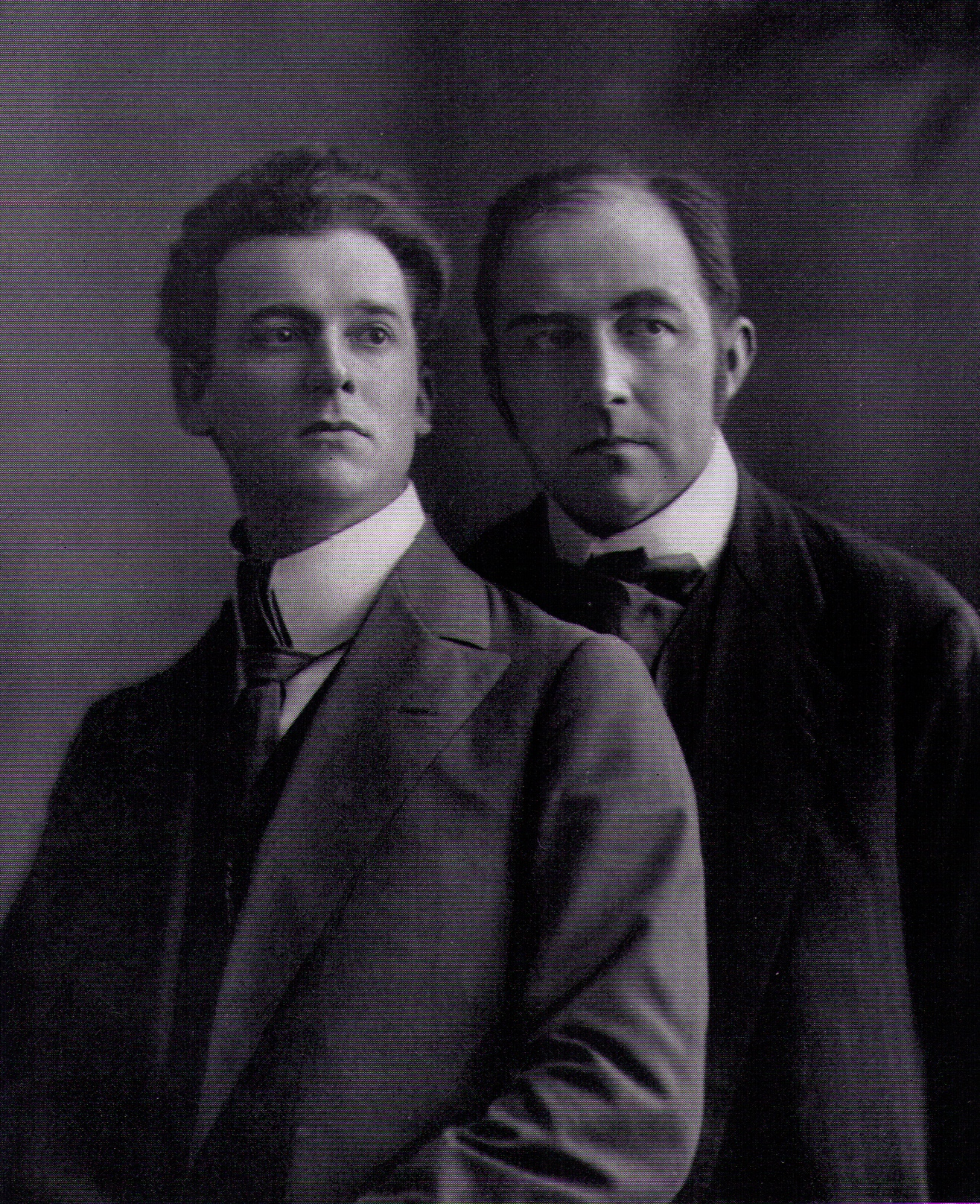
Berthold Vallentin (rechts) mit Friedrich Wolters, Bingen, 1910 (Foto von Jacob Hilsdorf)

Berthold Heinrich Otto Vallentin (* 13. Februar 1877 in Berlin; † 13. März 1933 ebenda) war ein deutscher Jurist, Dichter und Historiker. Er gehörte zum George-Kreis.

## Leben
Berthold Vallentin wurde in eine bürgerliche jüdische Familie hineingeboren; sein Vater war der Kaufmann Eugen Vallentin, seine Mutter Honora Tittinger. Er legte sein Abitur 1895 am Königlich-Städtischen Gymnasium Berlin ab. Anschließend studierte er Rechtswissenschaften in München, Würzburg, Kiel und an der Friedrich-Wilhelms-Universität zu Berlin. Nach seinem ersten Staatsexamen 1899 wurde er Referendar am Berliner Kammergericht. 1900 promovierte er mit einer Arbeit über die Draufgabe. Nach einer Zeit als Richter im brandenburgischen Spremberg wurde er schließlich freier Rechtsanwalt in Berlin.
Um 1900 – auch noch nach der Promotion – studierte Vallentin mit Friedrich Wolters und weiteren Freunden Geschichte bei dem Universalhistoriker Kurt Breysig. Um Breysig, Vallentin und Wolters formierte sich in Niederschönhausen bei Berlin ein Kreis von Freunden, der gemeinsam Lesungen veranstaltete, kultische Feste feierte und über Kunst und Geist diskutierte. Zu der Gruppe, die 1907 nach Lichterfelde umzog, gehörten Friedrich und Wilhelm Andreae, Rudolf von Heckel, Kurt Hildebrandt, später auch Carl Petersen, der Bildhauer Ludwig Thormaehlen und der Architekt Paul Thiersch. Auch Erika Schwartzkopff, die Lebensgefährtin und spätere Frau von Friedrich Wolters, und Fanny Rabinowicz, genannt Diana, eine begabte Schauspielerin, die Vallentin selbst bald heiratete, hatten regen Anteil an den Treffen der Gruppe.
Ihr Mentor Breysig machte die jungen Männer auch mit dem Werk Stefan Georges vertraut, dessen Gedichte Breysig bewunderte und den er auch persönlich kannte. Vallentin traf George das erste Mal am 12. Dezember 1902 im Hause Breysigs. Vom Charisma Georges war er unmittelbar beeindruckt und suchte Anschluss; der Kontakt wurde aber erst einige Jahre später intensiver. Über seine Gespräche mit dem Dichter führte Vallentin ein Tagebuch, das am 29. November 1902 kurz vor der ersten Begegnung einsetzt und am 14. September 1931 endet. Die postum veröffentlichten Aufzeichnungen sind wegen ihrer Unmittelbarkeit eine wichtige Quelle zu Leben und Schaffen Georges und des Kreises. Robert Boehringer schildert in seiner George-Biografie, „wie sich die Begegnung, auch von seiten Georges, zu einer herzlichen Freundschaft gestaltete.“
In der großen Ode Geheimes Deutschland von Stefan George sei Vallentin in umschriebener Form als siebenter in dem Gedicht beschrieben. „Vallentins alles erforschender Spürsinn wird, ebenso wie Wolfskehls ekstatisches Erfühlen, als zum Mythos der Zeit gehörend gefeiert.“ äußerte Ernst Morwitz in seinem Kommentar zum Werk Stefan Georges.
Berthold Vallentin starb 1933 im Alter von 56 Jahren in Berlin und wurde auf dem Waldfriedhof Dahlem beigesetzt. Das Grab ist nicht erhalten.

## Schriften
- Die Draufgabe des gemeinen Rechts. Die Draufgabe des bürgerlichen Gesetzbuches. Ein Beitrag zur Vergleichung des alten und neuen Rechts. Dissertation, 1900.
- Napoleon. Georg Bondi Verlag, Berlin 1923 (= Werke der Wissenschaft aus dem Kreise der Blätter für die Kunst).
- Winckelmann. Georg Bondi Verlag, Berlin 1931 (= Werke der Wissenschaft aus dem Kreise der Blätter für die Kunst).
- Gespräche mit Stefan George, 1902–1931. Castrum Peregrini Presse, Amsterdam 1967.